# Divisão N.º 2 (Saskatchewan)
A Divisão N.º 2 é uma das dezoito divisões do censo da província canadense de Saskatchewan, conforme definido pela Statistics Canada. A região está localizada na parte sul-sudeste da província, na fronteira com os Estados Unidos A comunidade mais populosa desta divisão é Weyburn.
De acordo com o censo populacional de 2006, 20 mil pessoas moravam nesta divisão. A região tem uma área de 16,859.18 km2.